# Ives Hirgouët
Ives Hirgouët ou Yves Hingoit de Kergoat, mort en 1403, est un prélat breton du début du XVe siècle.

## Biographie
Ives Hirgouët, membre de la famille de Kergoat est médecin du duc de Bretagne Jean V et est fait évêque de Tréguier en 1401. Il fit construire le château de Kergoat en Saint-Hernin où il mourut en 1403.